# CVO
CVO (chief visionary officer) — виконавчий директор, один з вищих керівників компанії. У типовій схемі управління компанією займає пост віцепрезидента і підзвітний президенту компанії або генеральному директору. Часто є членом ради директорів.

## Опис функціональних обов'язків
Виконавчий директор повинен знати:
- Ринкову економіку.
- Правила здійснення підприємницької діяльності.
- Теорію і практику менеджменту, макро- і мікроекономіки, маркетингу, ділового адміністрування, біржової, страхової, банківської та фінансової справи.
- Принципи планування розвитку підприємства.
- Основні інструменти фінансового оздоровлення підприємства.
- Методи економічного моделювання.
- Сучасні системи управління підприємством.
- Основи технології виробництва.
- Перспективи інноваційної та інвестиційної діяльності.
- Методи обробки інформації з використанням сучасних технічних засобів комунікації і зв'язку, комп'ютера.
- Основи управління й адміністрування.
- Інформаційні технології.
- Законодавство про працю та охорону праці України.

## Кваліфікаційні вимоги
1. Повна вища освіта відповідного напряму підготовки (магістр, спеціаліст). Бажано післядипломна освіта в галузі управління.
2. Стаж роботи за професіями керівників нижчого рівня не менше 3 років.